# Arthur Schnabel
Arthur Schnabel, född 16 september 1947 i Schweigen, Tyskland, död 22 oktober 2018 i Cancún, Mexiko, var en västtysk judoutövare.
Han tog OS-brons i herrarnas öppna klass i samband med de olympiska judotävlingarna 1984 i Los Angeles.